# Au-delà de l'oubli
Pour plus de détails, voir Fiche technique et Distribution.
Au-delà de l'oubli (Más allá del olvido) est un film dramatique argentin réalisé par Hugo del Carril et sorti en 1956.
Il s'agit d'une adaptation du roman Bruges-la-morte du Belge Georges Rodenbach,,. Le film sera plus tard comparé à Sueurs froides d'Alfred Hitchcock, qu'il précède de deux ans. Le tournage du film commence le 9 août 1955, mais est interrompu pendant plusieurs semaines lorsque Hugo del Carril est emprisonné par la Révolution libératrice. Il est finalement achevé en décembre et sort le 14 juin 1956.
Dans une enquête sur les 100 meilleurs films du cinéma argentin menée par le Museo del Cine Pablo Ducrós Hicken (es) en 2000, le film se place au 41e rang. Dans une nouvelle version de l'enquête organisée en 2022 par les revues spécialisées La vida útil, Taipei et La tierra quema, et présentée au Festival international du film de Mar del Plata, le film se place au 18e rang.

## Synopsis
Fernando de Arellana (Hugo del Carril), un homme riche, perd sa jeune épouse Blanca (Laura Hidalgo) et, après une longue période de dépression, rencontre Monica (également jouée par Laura Hidalgo) dans un cabaret français, qui est identique en apparence à sa défunte épouse, mais très différente dans son comportement. Fernando et elle se marient, tandis que l'ancien partenaire de Monica, Luis (Eduardo Rudy), complote une vengeance contre elle pour l'avoir dénoncé avant qu'elle ne parte.

## Fiche technique
- Titre français : Au-delà de l'oubli[7],[8]
- Titre original italien : Más allá del olvido[9],[10]
- Réalisation : Hugo del Carril
- Scénario : Eduardo Borrás (es), d'après le roman Bruges-la-morte  de Georges Rodenbach
- Photographie : Alberto Etchebehere (es)
- Montage : Jorge Gárate, Higinio Vecchione
- Musique : Tito Ribero (es)
- Décors : Gori Muñoz
- Production : Hugo del Carril
- Sociétés de production : Argentina Sono Film
- Format : Noir et blanc
- Pays de production :  Argentine
- Langue originale : espagnol
- Genre : drame
- Durée : 93 minutes
- Dates de sortie : 
  - Argentine : 14 juin 1956

## Distribution
- Laura Hidalgo : Blanca et Mónica de Arellano
- Hugo del Carril : Fernando de Arellano
- Eduardo Rudy (es) : Luis Marcel/Mauricio Pontier
- Gloria Ferrandiz (es) : Sabina
- Ricardo Galache (es) : Santillán
- Pedro Laxalt (es) : Don Álvaro
- Francisco López Silva (es) : Esteban
- Ricardo de Rosas (es) : Bernabé
- Alberto Barcel (es)
- Alfredo Almanza (es)
- Rafael Diserio (es)
- Víctor Martucci (es) : Le médecin ami de Santillán
- Lili Gacel (es) : Herminia[1]